# Deutsch-französischer Antonio-Nariño-Menschenrechtspreis
Der Deutsch-französische Antonio-Nariño-Preis für Menschenrechte (frz. Prix franco-allemand des droits de l'homme «Antonion Nariño», span. Premio Franco-Alemán de Derechos Humanas «Antonio Nariño») ist ein Preis für Projekte, die sich für Menschenrechte in Kolumbien einsetzen. Er wird von den deutschen und französischen Regierungen vergeben und alljährlich in Bogotá übergeben.
Der Preis ist nach dem Freiheitskämpfer Antonio Nariño benannt, der im 18. Jahrhundert als erster die Allgemeine Erklärung der Menschenrechte in die spanische Sprache übersetzt hatte.

## Preis
Die Auszeichnung wird jährlich am 10. Dezember, dem Todestag Antonio Nariños von dem deutschen und dem französischen Botschafter verliehen. Die Preisträger erhalten eine einwöchige Reise nach Frankreich und Deutschland, wo sie mit Vertretern der Regierungen und Ministerien, z. B. dem Landwirtschaftsministerium, sowie Vertretern des Europaparlaments in Kontakt gebracht werden, ihre Projekte vorstellen und eventuelle Unterstützung erhalten können.

## Auswahlkommission und -verfahren
Die Preisträger werden von einer Auswahlkommission bestimmt, die aus ständigen und nichtständigen Mitgliedern besteht. Die ständigen Mitglieder sind der französische und der deutsche Botschafter in Kolumbien sowie ein Vertreter des Hochkommissariats für Menschenrechte der UNO. Diese wählen mindestens zwei nichtständige Mitglieder für die Dauer eines Jahres aus.
Auswahlkriterien sind eine lang anhaltende Wirkung des Projektes, ein nachweisbarer Nutzen für benachteiligte Bevölkerungsgruppen und eine aktive Beteiligung der Ausgewählten für das Projekt.

## Bedeutung
Der Antonio-Nariño-Menschenrechtspreis ist ein Ergebnis des verstärkten gemeinsamen außenpolitischen Engagements der französischen und deutschen Regierungen. Nach dem Vorbild der Versöhnung zwischen beiden Ländern nach dem Ersten und Zweiten Weltkrieg wollen sie gemeinsam zur Verständigung in internationalen Konfliktgebieten beitragen. Der Antonio-Nariño-Preis ist gedacht für Projekte, die sich für grundlegende Menschenrechte in dem von jahrzehntelangen Bürger- und Drogenkriegen gezeichneten Kolumbien engagieren; es folgten weitere deutsch-französische Menschenrechtspreise für Projekte in den Krisenländern Mexiko, Nicaragua und Guinea.
Seit 2016 wird von den Außenministerien ein gemeinsamer Deutsch-Französischer Preis für Menschenrechte und Rechtsstaatlichkeit für Menschenrechtsverteidiger aus verschiedenen Ländern vergeben.

## Preisträger
- 2010: Tierra y vida (Land und Leben) für ihr Engagement für die Rückgabe geraubten Ackerlandes an Kleinbauern
- 2011: Tejedoras de  Vida (Weberinnen des Lebens), Departamento Putumayo
- 2012: Fundación Nydia Érika Bautista für ihr Engagement für die Angehörigen von Verschleppten und Ermordeten und die juristische Aufarbeitung[3]
- 2013: Kommission Leben, Gerechtigkeit, Frieden, Bistum Tumaco, für ihr 20-jähriges Engagement für die vernachlässigte indigene Bevölkerung in Tumaco[4][5]
- 2014: INICIAR (Neustart) für die Aufarbeitung der Morde an mehreren tausend Mitgliedern der Partei Union Patriotica in den 1980er Jahren[6][7]
- 2015: Museo Casa de la Memoria, Medellín für die Erinnerung an die Verbrechen von Drogen- und Bürgerkriegen in Kolumbien[8][9][10]
- 2016: Foro Interétnico de Solidaridad Chocó (Interethnisches Forum der Solidarität von Choco)  eine Konvergenzinitiative von mehr als 78 Organisationen aus verschiedenen Branchen für ihre Arbeit an der Sichtbarmachung der Verletzungen der Menschenrechte an schwarzen Gemeinden im Choco, wie z. B. an Gebäuden und ihren Einsätzen in den Gebieten[11]